# Autoroute A139
Die Autoroute A 139 ist eine französische Autobahn mit Beginn in Oissel-sur-Seine und Ende in Petit-Couronne. Ihre Länge beträgt insgesamt 3,0 km. Sie wurde am 18. Dezember 1970 eröffnet. 